# 蒙阳街道
蒙阳街道，原为蒙阳镇，是中华人民共和国四川省雅安市名山区下辖的一个乡镇级行政单位。2019年12月，撤销蒙阳镇和城东乡，设立蒙阳街道，以原前进乡清河村，原蒙阳镇新城社区、西城社区、中心社区、东城社区、紫霞村、同心村、贯坪村、安坪村、拴马村、律沟村、中瓦村、上瓦村、周坪村、德光村，原城东乡平桥村、五里村、双溪村、长坪村、双田村、余光村及原永兴镇郑岩村、沿河村所属行政区域为蒙阳街道的行政区域。

## 行政区划
蒙阳街道下辖以下地区：
东城社区、中心社区、西城社区、新城社区、同心村、紫霞村、德光村、德福村、河坪村、关口村、箭竹村、贯坪村、栓马村、中瓦村、安坪村、周坪村、上瓦村和律沟村。